# چوکتو
چوکتو یکی از روستاهای استان آذربایجان شرقی است که در دهستان چاراویماق جنوب شرقی بخش شادیان شهرستان چاراویماق واقع شده‌است.این روستا ۶۱ نفر جمعیت دارد.
روستای چوکتو بدلیل وجود منابع طبیعی و کوهستانی جزو یکی از زیباترین و قدیمی ترین روستاهای آذربایجان شرقی است .
روستای چوکتو از قدیم ایام ضرابخانه سکه بوده است